# Batalla de Parma

La Batalla de Parma tuvo lugar el 18 de febrero de 1248 entre fuerzas del Emperador del Sacro Imperio Romano Germánico Federico II y los Güelfos. Los Güelfos atacaron el campamento Imperial cuando Federico II estaba fuera. Las tropas imperiales fueron derrotadas y una gran parte del tesoro de Federico se perdió.

## Consecuencias
Después de la derrota de Parma, Federico II ya no pudo imponerse a la Liga Lombarda , que de hecho recuperó parte de los territorios perdidos. El marquesado de Monferrato siguió siendo hostil con él, al igual que los genoveses, e incluso Ezzelino III , sin dejar de ser fiel a la causa gibelina, expulsó al gobernador imperial de Monselice . Incluso la Emilia-Romaña pasó enteramente a manos de los güelfos, mientras que en Toscana provocó el estallido de una rebelión. En marzo de 1248, el alcalde de Parma Bernardo de 'Rossi murió en Collecchio a causa de una caída de su caballo provocada por una persecución de las tropas imperiales.
- Datos: Q521285